# Cal Pelut Nou
Cal Pelut Nou és una masia del Prat de Llobregat (Baix Llobregat) inclosa a l'Inventari del Patrimoni Arquitectònic de Catalunya.

## Descripció
Masia que correspon a la tipologia 1.I de l'esquema de Danés i Torras, amb l'afegit d'un mòdul lateral cobert a una sola vessant. El cos principal està cobert a dues vessants, de manera paral·lela a la façana, que s'orienta a mar. Hi ha un celler o pallissa exempt amb la teulada en mal estat, parcialment recoberta d'uralita.